# Brigitte Fontaine
Brigitte Fontaine (født 24. juni 1939) er en fransk (protest)sanger, forfatter og skuespiller. Hun er datter af en skolelærer, og allerede som barn kunne hun lide at skrive sine egne tekster. Hendes stil er provokerende, hvilket hun er blevet kendt på i Frankrig, hvor hun ofte optræder på TV.

## Diskografi
- maman, j'ai peur : 1965
- Brigitte Fontaine...est folle : 1968
- comme á la radio : 1969
- Brigitte Fontaine 3
- je ne connais pas cet homme
- l'incendie
- le bonheur : 1975
- vous et nous : 1977
- les églantines sont peut-être formidables
- french corazon : 1988
- genre humain : 1995
- les palaces : 1997
- kékéland : 2001
- rue saint-Louis en l'île : 2004
- libido : 2006
- partir ou rester : 2007
- prohibition : 2009
- l'un n'empêche pas l'autre : 2011

## Teater
- maman, j'ai peur : 1968
- acte 2 : 1980
- antonio : 1990